# Рікардо Баяно
Рікардо Баяно (босн. Ricardo Santos Lago, нар. 13 вересня 1980, Ільєус) — боснійський футболіст, що грав на позиції півзахисника.
Виступав, зокрема, за клуби «Кубань» та «Сан-Паулу», а також національну збірну Боснії і Герцеговини.

## Клубна кар'єра
Професійну кар'єру гравця почав у 2000 році. До 2002 року виступав за клуби нижчих бразильських ліг «Лондріна» та «Жаботікабал Атлетіко». Після чого став гравцем бразильського клубу «Сан-Паулу», але по закінченню сезону Рікардо покинув команду і переїхав у Боснію, де став гравцем клубу «Широкі Брієг».
У 2004 році Рікардо підписав контракт з клубом Вищої ліги Росії «Кубань» з Краснодара, в складі якої він виступав до 2007 року, провівши за цей час 96 матчів і забивши 21 м'яч у чемпіонатах країни, а також шість зустрічей у розіграші Кубка Росії.
У першій половині першості 2008 року виступав за «Спартак-Нальчик», пізніше за футбольний клуб «Москва», разом з яким провів дві гри у розіграші Кубка УЄФА.
Навесні 2009 року перейшов у склад «Краснодара», що дебютував у першості Росії серед клубів першої ліги, ставши першим легіонером в історії клубу. Влітку цього ж року на правах оренди повернувся в «Спартак-Нальчик». По закінченню сезону уклав довгостроковий контракт з сочинської «Жемчужиною», але, після втрати клубом професійного статусу, у другій половині 2011 року став гравцем підмосковних «Хімок».
На початку 2012 року повернувся в Боснію, де знову підписав контракт з командою «Широкі Брієг». У грудні залишив клуб, вирішивши завершити кар'єру.

## Виступи за збірну
Під час виступів у Боснії Рікардо отримав громадянство і був викликаний в збірну цієї країни, за яку провів один матч. 9 жовтня 2004 року взяв участь у відбірковому матчі чемпіонату світу 2006 проти збірної Сербії і Чорногорії. Матч завершився безгольовою нічиєю.

## Статистика виступів
| Дата      | Місто   | Господарі            | Результат | Гості                | Турнір            | Голи | Примітки |
| --------- | ------- | -------------------- | --------- | -------------------- | ----------------- | ---- | -------- |
| 9-10-2004 | Сараєво | Боснія і Герцеговина | 0 – 0     | Сербія та Чорногорія | Відбір до ЧС 2006 | -    |          |
| Усього    |         | Матчів               | 1         |                      | Голів             | 0    |          |

## Досягнення
- Чемпіон Боснії і Герцеговини: 2003-04.
- Срібний призер чемпіонату Боснії і Герцеговини: 2011-12.
- Срібний призер першості в першому дивізіоні Росії (вихід у прем'єр-лігу): 2006.
- Фіналіст Кубку Боснії і Герцеговини: 2011-12.